# شیمی نساجی

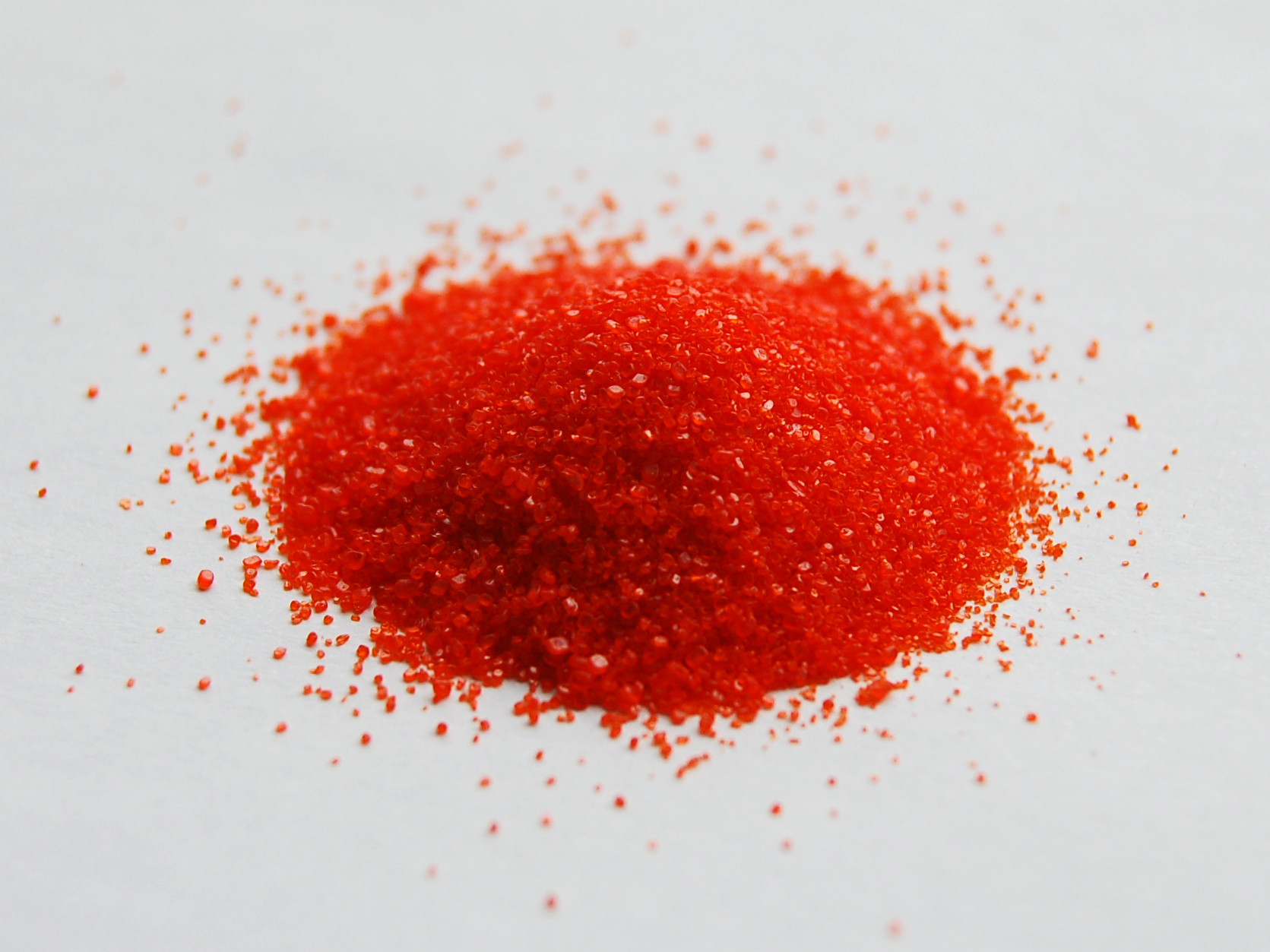
بلورهای بی‌کرومات یا دی‌کرومات پتاسیم که در صنعت رنگرزی از آن به عنوان دندانه استفاده می‌شود.

شیمی نساجی بحثی است که به موضوع دانش شیمی و کاربرد آن در مهندسی نساجی و موضاعات و وابسته به آن می‌پردازد. مواد شیمیایی و فرایندهای آن در تولید الیاف مصنوعی، آماده‌سازی و زدودن مواد زائد از الیاف طبیعی، تکمیل کالای نساجی و رنگرزی نقش بسیار موثری را ایفا می‌کنند.

## پیشینه
از آغاز ظهور انسان، همیشه چگونگی پوشش و نجات او از سرمازدگی مطرح بوده‌است. مردم باستانی مصری حدود به ۵۵۰۰ سال پیش هنر ریسندگی و بافندگی پنبه را فراگرفتند و چینی‌ها با پرورش کرم ابریشم نزدیک به ۳۶۰۰ سال پیش مشکلات پوشش خود را حل کردند. در سده هفدهم میلادی دانشمند انگلیسی به نام رابرت هوک (به انگلیسی: Robert- Hooke) پیشنهاد کرد که می‌توان الیاف را با توجه به شیوه‌ای که کرم ابریشم عمل می‌کند تولید نمود. بعد از آن، یک بافنده انگلیسی به نام لویز شواب (به انگلیسی: Lois Schwabe) توانست الیاف بسیار ظریف شیشه را با عبور شیشه مذاب از منافذ بسیار ریز تولید نماید. پس از چندی، سایر دانشمندان موفق به استخراج سلولز چوب و در نتیجه تولید الیاف شدند در سده‌های هجده و نوزدهم میلادی، همراه با انقلاب صنعتی، رسیدگی و بافندگی تبدیل به فناوری تهیه پارچه از الیاف گوناگون طبیعی و مصنوعی شد.

## رده بندی الیاف در صنعت نساجی
در صنعت نساجی الیاف به سه دسته تقسیم می‌شوند:
- الیاف طبیعی (به انگلیسی: Natural fibers) که خود به دو زیرگروه الیاف گیاهی و الیاف حیوانی تقسیم می‌گردند. الیاف گیاهی مانند: پنبه، کتان، کنف، رامی و الیاف حیوانی مانند: پشم و ابریشم
- الیاف معدنی (به انگلیسی: Mineral fibres) که مواد اولیه آن‌ها از موادمعدنی بدست می‌آیند مانند الیاف شیشه‌ای و الیاف فلزی. مصرف این نوع الیاف در صنعت نساجی محدود بوده و مهمترین آن‌ها آسبست (آزبست) یا پنبه نسوز می‌باشد. این الیاف دارای مصارف صنعتی هستند و در پارچه‌های ضد حریق نیز به کار می‌روند.
- الیاف مصنوعی (به انگلیسی: Man-made fibers) که شامل دو زیرگروه می‌باشند: یکی الیافی که منشا طبیعی دارند ولی توسط انسان دوباره تهیه می‌شوند مانند ویسکوز، استات و تری استات که هر یک ریشه سلولزی دارند. و دیگری الیاف سینتتیک یا مصنوعی که از مشتقات نفتی تولید می‌شوند مانند: نایلون، داکرون، ارلون یا به‌طور کلی پلی آمیدها، پلی استرها، پلی اورتانها، پلی اکریلونیتریل، پلی وینیل کلراید و نظایر آْن.

## تکمیل کالای نساجی

نمودار رنگرزی کالای پشمی با موادرنگزای کرومی به روش ابتدا رنگرزی و بعد دندانه. در طول عملیات رنگرزی مواد شیمیایی مختلفی به محیط رنگرزی اضافه می‌شود.

دانش شیمی در تکمیل کالای نساجی کاربرد و استفاده زیادی دارد.

### مقدمات تکمیل کالای نساجی
تمام پارچه‌های نساجی پس از خروج از سالن بافندگی کم و بیش دارای مقادیری ناخالصی و عیوب می‌باشند. لذا لازم است به منظور آماده کردن پارچه برای عملیات تکمیل اصلی آن را تحت عملیات مقدمات تکمیل قرار داد. مانند توزین و متراژ پارچه، کنترل عیوب پارچه، گره گیری، رفوگری و گرفتن ناخالصی‌ها بخصوص در مورد پارچه‌های پشمی که دارای ناخالصی‌های سلولزی و خرده چوب و غیره می‌باشد.

### شستشوی کالای نساجی
عمل شستشو، اولین عمل تکمیل مرطوب می‌باشد و به‌منظور بر طرف کردن مواد خارجی مانند روغن‌های ریسندگی، واکس‌ها و ناخالصی‌های قابل حل در محلول‌های شستشو انجام می‌گیرد. عملیات شستشو عبارتست از عمل کالا با پاک‌کننده‌های مناسب همراه با مواد قلیایی یا در غیاب مواد قلیایی.

## رنگرزی

### مواد شیمیایی کمکی
مواد کمکی به موادی گفته می‌شود که در فرایند رنگرزی نقش کلیدی را بازی کرده و بدون آن‌ها رنگرزی به صورتی نا تمام انجام می‌گردد و کالای رنگرزی با کیفیت نامطلوب رنگرزی می‌شود.
به تعدادی از مواد شیمیایی استفاده شده در رنگرزی در زیر اشاره شده‌است:
| مادهٔ کمکی                          | فرمول شیمیایی      |
| آب اکسیژنه                         | H2O2               |
| اتانول                             | C2H5OH             |
| اوره                               | CH4N2O             |
| اتیلن دی‌آمین تترااستیک اسید        | C50H70N10NaO41H100 |
| مس(II) سولفات (زاج سبز) (کات کبود) | CuSO4              |
| سدیم کلرید (نمک طعام)              | NaCl               |
| دی‌متیل‌کتون                         | CH3COCH3           |